# Первозванівка (Кропивницький район)
Первозва́нівка — село в Україні, центр Первозванівської сільської громади Кропивницького району Кіровоградської області. Населення становить 546 осіб. Орган місцевого самоврядування — Первозванівська сільська рада.

## Населення
Згідно з переписом УРСР 1989 року чисельність наявного населення села становила 493 особи, з яких 222 чоловіки та 271 жінка.
За переписом населення України 2001 року в селі мешкало 547 осіб.

### Мова
Розподіл населення за рідною мовою за даними перепису 2001 року:
| Мова       | Відсоток |
| ---------- | -------- |
| українська | 88,10 %  |
| російська  | 11,17 %  |
| молдовська | 0,55 %   |
| вірменська | 0,18 %   |